# Мартін Еммріх
Мартін Еммріх (нім. Martin Emmrich; нар. 17 грудня 1984) — колишній німецький тенісист.
Найвищу одиночну позицію світового рейтингу — 604 місце досяг 12 жовтня 2009, парну — 35 місце — 5 серпня 2013 року.
Здобув 3 парні титули.
Найвищим досягненням на турнірах Великого шолома було 2 коло в парному розряді.
Завершив кар'єру 2015 року.

## Фінали турнірів ATP за кар'єру

### Парний розряд: 7 (3–4)
| Легенда                             |
| ----------------------------------- |
| Турніри Великого шлема (0–0)        |
| Фінали Світового туру ATP (0–0)     |
| Світовий Тур ATP Мастерс 1000 (0–0) |
| Серія 500 Світового туру ATP (0–0)  |
| Серія 250 Світового туру ATP (3–4)  |

| Фінали за покриттям |
| ------------------- |
| Тверде (1–1)        |
| Ґрунт (2–2)         |
| Трава (0–1)         |
| Килим (0–0)         |

| Результат | Ранг | Дата           | Турнір                                                      | Покриття   | Партнер            | Суперники                      | Рахунок          |
| Поразка   | 1.   | 6 травня 2012  | Serbia Open, Белград, Сербія                                | Ґрунт      | Андреас Сільєстрем | Джонатан Ерліх Енді Рам        | 6–4, 2–6, [6–10] |
| Перемога  | 1.   | 21 жовтня 2012 | Erste Bank Open, Відень, Австрія                            | Тверде (i) | Андре Бегеманн     | Юліан Ноул Філіп Полашек       | 6–4, 3–6, [10–4] |
| Поразка   | 2.   | 6 січня 2013   | Maharashtra Open, Ченнай, Індія                             | Тверде     | Андре Бегеманн     | Бенуа Пер Стен Вавринка        | 2–6, 1–6         |
| Перемога  | 2.   | 25 травня 2013 | Power Horse Cup, Дюссельдорф, Німеччина                     | Ґрунт      | Андре Бегеманн     | Трет Х'юї Домінік Інглот       | 7–5, 6–2         |
| Поразка   | 3.   | 22 червня 2013 | Rosmalen Grass Court Championships, Гертогенбос, Нідерланди | Трава      | Андре Бегеманн     | Максим Мирний Горія Текеу      | 3–6, 6–7(4–7)    |
| Перемога  | 3.   | 3 серпня 2013  | Bet-at-home Cup, Кіцбюель, Австрія                          | Ґрунт      | Крістофер Кас      | Франтішек Чермак Лукаш Длоуги  | 6–4, 6–3         |
| Поразка   | 4.   | 24 травня 2014 | Power Horse Cup, Дюссельдорф, Німеччина                     | Ґрунт      | Крістофер Кас      | Сантьяго Гонсалес Скотт Ліпскі | 5–7, 6–4, [3–10] |

## Фінали челленджерів за кар'єру

### Парний розряд: 23 (15–8)
| Результат | Ранг | Дата              | Турнір                     | Покриття   | Партнер            | Суперники                            | Рахунок                    |
| Перемога  | 1.   | 9 листопада 2009  | Шарлотсвілл, США           | Тверде (i) | Андреас Сільєстрем | Домінік Інглот Райлан Різза          | 6–4, 3–6, [11–9]           |
| Перемога  | 2.   | 14 листопада 2009 | Ноксвілл, США              | Тверде (i) | Андреас Сільєстрем | Равен Класен Ізак ван дер Мерве      | 7–5, 6–4                   |
| Поразка   | 1.   | 1 травня 2010     | Манта, Еквадор             | Тверде     | Андреас Сільєстрем | Райлер Дегарт П'єрр-Людовік Дюкло    | 4–6, 5–7                   |
| Поразка   | 2.   | 6 червня 2010]    | Фюрт, Німеччина            | Ґрунт      | Джозеф Сіріанні    | Дастін Браун Раміз Джунейд           | 3–6, 1–6                   |
| Поразка   | 3.   | 5 вересня 2010    | Комо, Італія               | Ґрунт      | Матеуш Ковальчик   | Франк Мозер Давід Шкох               | 7–5, 6–7(2–7), [5–10]      |
| Перемога  | 3.   | 12 вересня 2010   | Генуя, Італія              | Ґрунт      | Андре Бегеманн     | Браян Баттістоун Андреас Сільєстрем  | 1–6, 7–6(7–3), [10–7]      |
| Перемога  | 4.   | 3 жовтня 2010     | Калі, Колумбія             | Ґрунт      | Андре Бегеманн     | Геро Кречмер Алекс Сачко             | 6–4, 7–6(7–5)              |
| Перемога  | 5.   | 28 листопада 2010 | Гельсінкі, Фінляндія       | Тверде (i) | Дастін Браун       | Генрі Контінен Яркко Ніємінен        | 7–6(19–17), 0–6, [10–7]    |
| Поразка   | 4.   | 5 червня 2011     | Ноттінгем, Велика Британія | Трава      | Дастін Браун       | Колін Флемінг Росс Гатчінс           | 6–4, 6–7(6–8), [11–13]     |
| Перемога  | 6.   | 26 червня 2011    | Марбург, Німеччина         | Ґрунт      | Б'єрн Фау          | Федеріко дель Боніс Орасіо Себальйос | 7–6(7–3), 6–2              |
| Перемога  | 7.   | 3 липня 2011      | Брауншвейг, Німеччина      | Ґрунт      | Андреас Сільєстрем | Олів'є Шарруен Стефан Робер          | 0–6, 6–4, [10–7]           |
| Перемога  | 8.   | 16 жовтня 2011    | Ренн, Франція              | Тверде     | Андреас Сільєстрем | Кенні де Схеппер Едуар Роже-Васслен  | 6–4, 6–4                   |
| Поразка   | 5.   | 19 листопада 2011 | Шампейн, США               | Тверде     | Андреас Сільєстрем | Рік де Вуст Ізак ван дер Мерве       | 6–2, 3–6, [4–10]           |
| Перемога  | 9.   | 26 листопада 2011 | Гельсінкі, Фінляндія       | Тверде     | Андреас Сільєстрем | Джеймс Серретані Міхал Мертиняк      | 6–4, 6–4                   |
| Перемога  | 10.  | 7 квітня 2012     | Таллахассі, США            | Тверде     | Андреас Сільєстрем | Артем Сітак Блейк Строуд             | 6–2, 7–6(7–4)              |
| Поразка   | 6.   | 22 квітня 2012    | Сарасота, США              | Ґрунт      | Андреас Сільєстрем | Юган Брунстрем Ізак ван дер Мерве    | 4–6, 1–6                   |
| Перемога  | 11.  | 9 вересня 2012    | Генуя, Італія              | Ґрунт      | Андре Бегеманн     | Домінік Мефферт Філіпп Освальд       | 6–3, 6–1                   |
| Перемога  | 12.  | 22 вересня 2012   | Щецин, Польща              | Ґрунт      | Андре Бегеманн     | Томаш Беднарек Матеуш Ковальчик      | 3–6, 6–1, [10–3]           |
| Перемога  | 13.  | 12 жовтня 2012    | Ташкент, Узбекистан        | Тверде     | Андре Бегеманн     | Раміз Джунейд Франк Мозер            | 6–7(2–7), 7–6(7–2), [10–8] |
| Поразка   | 7.   | 21 квітня 2013    | Рим, Італія                | Ґрунт      | Раміз Джунейд      | Андреас Бек Мартін Фішер             | 6–7(2–7), 0–6              |
| Перемога  | 14.  | 12 травня 2013    | Рим, Італія                | Ґрунт      | Андре Бегеманн     | Філіпп Маркс Флорін Мерджа           | 7–6(7–4), 6–3              |
| Перемога  | 15.  | 15 лютого 2015    | Бергамо, Італія            | Тверде (i) | Андреас Сіл'єстрем | Матеуш Ковальчик Блажей Конюш        | 6–4, 7–5                   |
| Поразка   | 8.   | 8 березня 2015    | Кемпер, Франція            | Тверде (i) | Андреас Сіл'єстрем | Матеуш Ковальчик Блажей Конюш        | 6–3, 6–7(5–7), [8–10]      |

## Часова шкала виступів на турнірах Великого шолому
| W | Ф | ПФ | ЧФ | #Р | КТ | К# | DNQ | A | NH |

| Турнір                                 | 2010  | 2011  | 2012  | 2013  | 2014  | 2015  | W–L   |
| -------------------------------------- | ----- | ----- | ----- | ----- | ----- | ----- | ----- |
| Відкритий чемпіонат Австралії з тенісу |       |       |       | 1р    | 1р    |       | 0–2   |
| Відкритий чемпіонат Франції з тенісу   |       |       | 1р    | 2р    | 1р    |       | 1–3   |
| Вімблдонський турнір                   |       | К1р   | 2р    | 2р    | 1р    | К1р   | 2–3   |
| Відкритий чемпіонат США з тенісу       |       | 2р    | 1р    | 2р    | 2р    |       | 3–4   |
| В-П                                    | 0–0   | 1–1   | 1–3   | 3–4   | 1–4   | 0–0   | 6–12  |
| Загальна статистика                    |       |       |       |       |       |       |       |
| Титули / Фінали                        | 0 / 0 | 0 / 0 | 1 / 2 | 2 / 4 | 0 / 1 | 0 / 0 | 3 / 7 |
| Разом виграшів–поразок                 | 0–1   | 2–5   | 10–11 | 26–23 | 11–16 | 5–5   | 54–61 |
| Рейтинг на кінець року                 | 109   | 87    | 58    | 42    | 108   | 164   | 51%   |